# Ma chanson d'enfance
Ma chanson d'enfance est un album à vocation caritative vendu au profit de l'association Rêves, dont Vanessa Paradis est la marraine depuis 1996.
Il sort en décembre 2001 chez Ulm et est composé de 18 reprises, chacun des participants interprétant une chanson qui a marqué son enfance.
L'association Rêves est créée en 1994 et réalise les vœux d'enfants gravement malades.
Référence originale CD : Universal Music 016 607-2

## Les titres
| No  | Titre                                                                      | Auteur                                                                        | Durée |
| --- | -------------------------------------------------------------------------- | ----------------------------------------------------------------------------- | ----- |
| 1.  | L'Eau vive (Pierpoljak)                                                    | Guy Béart                                                                     | 3:03  |
| 2.  | Le Parapluie (Johnny Hallyday)                                             | Georges Brassens                                                              | 3:09  |
| 3.  | Le Tourbillon (Vanessa Paradis)                                            | Bassiak (Serge Rezvani) (chantée par Jeanne Moreau)                           | 3:42  |
| 4.  | Le Loup, la Biche et le Chevalier (Une chanson douce) (Bernard Lavilliers) | Henri Salvador                                                                | 2:24  |
| 5.  | La pluie fait des claquettes (M)                                           | Claude Nougaro - Maurice Vander                                               | 3:34  |
| 6.  | Céline (Alain Bashung)                                                     | Hugues Aufray - Mort Shuman                                                   | 4:09  |
| 7.  | My Bonnie (Jane Birkin)                                                    | (Traditionnel)                                                                | 3:13  |
| 8.  | Be-Bop-A-Lula (Arno)                                                       | Tex Davis, Gene Vincent                                                       | 3:14  |
| 9.  | Ils s'aiment (Sofia Mestari)                                               | Daniel Lavoie - Daniel JM Deschenes                                           | 4:34  |
| 10. | Le Peintre des étoiles (Calogero)                                          | Boris Bergman, Cécile Aubry - Stylianos Vlavianos (chantée par Demis Roussos) | 3:04  |
| 11. | Amina (La Brigade)                                                         | Mamadou Diallo, (Traditionnel) - Base                                         | 4:20  |
| 12. | Complainte de Mandrin (Faudel et Bernard Lavilliers)                       | (Traditionnel)                                                                | 3:54  |
| 13. | Fais pas ci, fais pas ça (Axel Bauer)                                      | Jacques Lanzmann, Anne Segalen - Jacques Dutronc                              | 2:12  |
| 14. | Le Déserteur (Eddy Mitchell)                                               | Boris Vian - Arold Berg                                                       | 3:30  |
| 15. | Duel au soleil (Elsa)                                                      | Étienne Daho, Robert Farrel - Jérôme Soligny                                  | 3:53  |
| 16. | Duerme negrito (Yuri Buenaventura)                                         | Atahualpa Yupanqui                                                            | 2:54  |
| 17. | Ballade irlandaise (un oranger) (Clarika)                                  | Eddy Marnay - Émile Stern (chantée par Bourvil)                               | 2:46  |
| 18. | Il était un petit homme (Maxime Le Forestier)                              | (Traditionnel)                                                                | 2:35  |